# Евзиков, Григорий Юльевич
Григорий Юльевич Евзиков — нейрохирург, доктор медицинских наук, профессор кафедры нервных болезней Первого МГМУ им. И. М. Сеченова, член президиума московской ассоциации нейрохирургов, руководитель нейрохирургического отделения Клиники нервных болезней Первого Московского Государственного Медицинского Университета имени И. М. Сеченова, также автор и соавтор более 100 статей медицинской тематики, научных работ и книг.
Автор монографии — «Хирургическое лечение внутримозговых спинальных опухолей». «ГЭОТАР — Медиа» (Москва 2006 г.).
Член авторского коллектива двухтомного руководства для врачей «Болезни нервной системы» под редакцией академика Н. Н. Яхно (Москва 2007 г.).
В 1980-1986 г. обучался во 2-м Московском ордена Ленина государственном медицинском институте им. Н. И. Пирогова. В 1986-1988 гг. проходил подготовку в клинической ординатуре на базе НИИ Скорой помощи им. Склифосовского г. Москвы по специальности «нейрохирургия».
В 1988—1997 гг. работал в качестве врача-нейрохирурга в нейрохирургическом отделении НИИ Скорой помощи им. Н. В. Склифосовского. Занимался хирургическим лечением пациентов с неотложной нейрохирургической патологией. В 1996 г. защитил кандидатскую диссертацию — «Хирургическое лечение артериальных аневризм передней — соединительной артерии в остром периоде кровоизлияния». В 1997 г. перешел на работу в Московскую Медицинскую академию им. И. М. Сеченова в качестве руководителя нейрохирургического отделения клиники нервных болезней и доцента кафедры нервных болезней, где работает по настоящий момент. В 2003 г. Евзиков Г. Ю. защитил докторскую диссертацию по теме: «Хирургическое лечение внутримозговых спинальных опухолей».
Евзиков Г. Ю. является членом президиума московской ассоциации нейрохирургов.